# Luna Alcalay
Luna Alcalay (Zagreb, 21 de octubre de 1928-Viena, 9 de octubre de 2012 fue una pianista y compositora austríaca de origen croata.

## Biografía
Nació en Zagreb (Croacia) en una familia judía de clase media. Era hija de un comerciante textil judío austríaco y desde pequeña recibió clases de piano por parte de Svetislav Stančić en un entorno privado.
Fue una activa pianista, compositora, autora y pintora desde muy joven. En 1947 comenzó a estudiar en la Academia de Música de Zagreb, aunque al año siguiente su familia tuvo que emigrar a Israel. Estudió piano con Bruno Seidlhofer y composición con Alfred Uhl en la Academia de Música de Viena y recibió una beca en 1958 para continuar sus estudios en Roma. Después de acabar sus estudios, volvió a Viena, donde se convirtió en profesora de piano en la Academia de Música y Artes Escénicas. Además, inspirada por todo lo que sucedió en aquella etapa de su vida, participó en cursos de verano en Darmastadt para conocer la música de Nono y otros vanguardistas. Bruno Maderna fue el profesor que más le impresionó, y en 1968 pasaría a dirigir la obra coral de Alcalay Una Strofa di Dante, en Viena. Después, en 1959, dio clases en el Coro de Niños de Viena y en 1963 fue nombrada profesora de piano para compositoras en la actual Universidad de Música de Viena.

## Carrera
Su música fue inicialmente influenciada por el estilo compositivo serial de René Leibowitz, pero poco a poco se fua alejando de su aplicación estricta y en los 70, con piezas como New point of view, llegó a obtener una técnica lejana en la tradición donde intervinieron paisajes aleatorios y se utilizan de manera innovadora los instrumentos. En estos años, el texto coge mucha importancia en sus obras. Compuso óperas, piezas corales, de conjunto y solistas. También hay obras con voces masculinas y femeninas interpretando el texto mientras son acompañadas para instrumentos. Hay ejemplos de radiofonía con composiciones como Homo Sapiens y también puso música a las obras de diversos poetas, entre ellos Else Lasker-Schüler. Dedicó una ópera a Jan Palach, que se quemó a lo bonzo a Praga en 1969 en protesta por la represión en la Primavera de Praga. Ich bin in sehnsucht eingehüllt (Estoy envuelta en anhelo, 1984) es para la misma Luna Alcalay su obra más importante. En ella reflexiona escénicamente sobre poemas de Selma Meerbaum-Eisinger, que murió en un campo de concentración de trabajos forzados a Ucrania en 1942.
Luna Alcalay es la primera mujer en tener documentada su obra en la Biblioteca Nacional de Austria (septiembre de 2000). En ese momento, sus dos obras Relative a la sonorite y Pas de deux fueron interpretadas por primera vez. Describía su técnica, sus composiciones y su método como “inconformista”.

## Premios de Composición
- Darmstadt 1963 y 1964. La Escola de Darmstadt es un grupo de músicos que estudiaron composición en la ciudad alemana de Darmstadt. El primer año siguieron un corriente más neoclásico, pero en el segundo años fueron cambiando a la corriente dodecafónico. Cada verano se celebra un Curso de composición al final del cual se entregan los premios en sus categorías de Composición e Interpretación Instrumental.
- Gaudeamus 1967. La Fundación Gaudeamus y el Centre de Música Contemporánia celebran conciertos, actividades y competiciones musicales contemporáneas en los Países Bajos y al extranjero, para así ayudar a desarrollar su carrera profesional de músicos y compositores, sobre todo, holandeses.
- Competición Internacional ISCM en Italia 1973
- ORF Steiermark 1973
- "Preis der Stadt Wien" 1992. El premio de la Ciudad de Viena para música se celebra cada año desde 1947.

## Trabajos seleccionados
- Apostroph (solo de violín)
- Apostrophen (solo de violonchelo)
- Gyroskop para viola (1998)
- un sogno à tre para flauta, viola y harpa (1990)
- relatif à la sonorité (trío de cuerda)
- Touches (dos pianos)
- conversations à trois (trío de madera)
- L'intérieur des pensées (cuarteto de cuerda)
- Applications (para 16 cuerdas)
- Pas de deux (dos clarinetes)
- Trio (saxofón alto, batería, doble bajo)
- Syntax (percusión)
- En circuit · Der alte Friedhof in Prag (mezzo-soprano)
- Bagatellen (solo piano)
- Transparenzen(trío de piano)
- Sentenzen (concierto de violín)
- Quasi una Fantasia (violín y piano)
- Touches (concierto de piano)
- Der übergangene Mensch (drama)
- A Game for Two (percusión)
- Due sentenze (mezzo-soprano, oboe d'amore, piano)
- 3 poems (marimba)
- En passant (solo de flauta)[4]